# Sytuacja prawna i społeczna osób LGBT w Afryce

Kontakty homoseksualne legalne
Małżeństwa osób tej samej płci
Rejestrowane związki partnerskie
Uznanie małżeństw tej samej płci zawartych za granicą
Brak statusu lub status nieznany
Kontakty homoseksualne nielegalne
Kara śmierci
Kara dożywotniego więzienia
Niższy status kary

     Małżeństwa osób tej samej płci
     Rejestrowane związki partnerskie
     Uznanie małżeństw tej samej płci zawartych za granicą
     Brak statusu lub status nieznany
     Kara śmierci
     Kara dożywotniego więzienia
     Niższy status kary

## Prawo a dyskryminacja osób homoseksualnych
Stosunki homoseksualne są nielegalne w 38 z 51 krajów kontynentu. W niektórych krajach przestępstwem są jedynie kontakty seksualne między mężczyznami.
Najcięższą karą za homoseksualizm jest kara śmierci, zapisana w prawie Mauretanii, Sudanu, Somalii i północnej Nigerii.

## Ochrona prawna przed dyskryminacją
Ze wszystkich krajów Afryki jedynie Południowa Afryka zapewnia ochronę prawną przed dyskryminacją. Od 1996 roku jest ona zapisana w konstytucji tego kraju (RPA uczyniła to jako pierwszy kraj na świecie).

## Uznanie związków tej samej płci
W żadnym kraju na kontynencie, oprócz RPA, nie można zawrzeć związku partnerskiego, czy wziąć ślubu z osobą tej samej płci. W RPA małżeństwa osób tej samej płci są legalne od 2006 roku (kraj zalegalizował je jako piąty na świecie).

## Życie osóbLGBTna kontynencie
Opinie i zwyczaje związane z seksualizmem w Afryce często różnią się zasadniczo od częstotliwości lub praktyk kontaktów homoseksualnych na tym kontynencie. Większość mieszkańców Afryki ma negatywny stosunek do mniejszości seksualnych, jeśli pojęcie 'mniejszości seksualnej' rozumie się w formie, w jakiej to pojęcie występuje w Europie i obu Amerykach. W latach 90. ub. wieku i pierwszej dekadzie XXI w. wielu naukowców podjęło się dekonstrukcji mitu monoseksualizmu afrykańskiego (heteroseksualizmu). W badaniach nad tym tematem wykazują różnice między występowaniem kontaktów homoseksualnych obu płci a przyjmowaniem postaw  identyfikacji homoseksualnej, w takim jej rozumieniu, jakie występuje w społeczeństwach cywilizacji zachodniej. Wskazuje się też na silne tradycje społeczeństwa paternalistycznego i wyraźnie homofobiczne nastawienie kościołów chrześcijańskich i muzułmańskich do postaw i praktyk homoseksualnych. Stąd większość osób, które mają kontakty homoseksualne nie identyfikuje się, jako osoba homoseksualna lub LGBT. Na kontynencie działa niewiele organizacji zajmujących się walką o prawa osób LGBT. Jedną z nich jest Sierra Leone Lesbian and Gay Association, założona w 2002 w Sierra Leone, przez nieżyjącą już FannyAnn Eddy.
Parady mniejszości seksualnych organizuje się jedynie w RPA. Każdego roku odbywają się one w Johannesburgu i Kapsztadzie.

## Sytuacja prawna osóbLGBTw poszczególnych krajach Afryki według regionu

### Afryka Północna
| Prawa osób LGBT w: | Kontakty homoseksualne                                                     | Rejestrowane związki partnerskie | Małżeństwa jednopłciowe        | Prawa adopcyjne dla par jednopłciowych | Geje mogą służyć w armii | Prawo antydyskryminacyjne (ze względu na orientację seksualną) | Możliwość dokonania korekty płci |
| ------------------ | -------------------------------------------------------------------------- | -------------------------------- | ------------------------------ | -------------------------------------- | ------------------------ | -------------------------------------------------------------- | -------------------------------- |
| Algieria           | Nielegalne (Kara: od grzywny do 2 lat pozbawienia wolności)                | No                               | No                             | No                                     | Brak danych              | No                                                             | Brak danych                      |
| Egipt              | Nie ma zakazu, jednak można zostać skazanym na podstawie innych paragrafów | No                               | No                             | No                                     | No                       | No                                                             | Brak danych                      |
| Libia              | Nielegalne (Kara: do 5 lat pozbawienia wolności).                          | No                               | No                             | No                                     | Brak danych              | No                                                             | No                               |
| Maroko             | Nielegalne (Kara: do 3 lat pozbawienia wolności)                           | No                               | No                             | No                                     | Brak danych              | No                                                             | Brak danych                      |
| Sudan              | Niegalne (Kara: od 5 lat pozbawienia wolności do kary śmierci)             | No                               | No                             | No                                     | No                       | No                                                             | No                               |
| Sudan Południowy   | Nielegalne (Kara: do 10 lat pozbawienia wolności)                          | No                               | Konstytucyjny zakaz od 2011 r. | No                                     | No                       | No                                                             | No                               |
| Tunezja            | Nielegalne (Kara: do 3 lat pozbawienia wolności)                           | No                               | No                             | No                                     | Brak danych              | No                                                             | Brak danych                      |

### Afryka Zachodnia
| Prawa osób LGBT w:            | Kontakty homoseksualne | Rejestrowane związki partnerskie | Małżeństwa jednopłciowe        | Prawa adopcyjne dla par jednopłciowych | Geje mogą służyć w armii | Prawo antydyskryminacyjne (ze względu na orientację seksualną) | Możliwość dokonania korekty płci |
| ----------------------------- | --- | -------------------------------- | ------------------------------ | -------------------------------------- | ------------------------ | -------------------------------------------------------------- | -------------------------------- |
| Benin                         | Legalne | No                               | No                             | No                                     | Brak danych              | No                                                             | Brak danych                      |
| Burkina Faso                  | Legalne | No                               | Konstytucyjny zakaz od 1991 r. | No                                     | Brak danych              | No                                                             | Brak danych                      |
| Gambia                        | Nielegalne (Kara: do 14 lat pozbawienia wolności) | No                               | No                             | No                                     | Brak danych              | No                                                             | Brak danych                      |
| Ghana                         | Męskie nielegalne Żeńskie legalne | No                               | No                             | No                                     | Brak danych              | No                                                             | Brak danych                      |
| Gwinea                        | Nielegalne (Kara: od 6 miesięcy do 3 lat pozbawienia wolności) | No                               | No                             | No                                     | Brak danych              | No                                                             | Brak danych                      |
| Gwinea Bissau                 | Legalne | No                               | No                             | No                                     | Brak danych              | No                                                             | Brak danych                      |
| Liberia                       | Nielegalne (Kara: grzywna) | No                               | No                             | No                                     | Brak danych              | No                                                             | Brak danych                      |
| Mali                          | Legalne | No                               | No                             | No                                     | Brak danych              | No                                                             | Brak danych                      |
| Mauretania                    | Nielegalne (Kara: kara śmierci) | No                               | No                             | No                                     | Brak danych              | No                                                             | Brak danych                      |
| Niger                         | Legalne | No                               | No                             | No                                     | Brak danych              | No                                                             | Brak danych                      |
| Nigeria                       | Męskie nielegalne (Kara: na północy – kara śmierci, na południu – do 14 lat pozbawienia wolności) Żeńskie nielegalne na północy kraju (obowiązuje prawo szariatu, kara: chłosta) Żeńskie legalne na południu kraju (nie obowiązuje prawo szariatu) | No                               | No                             | No                                     | Brak danych              | No                                                             | No                               |
| Republika Zielonego Przylądka | Legalne od 2004 r. | No                               | No                             | No                                     | Brak danych              | No                                                             | Brak danych                      |
| Senegal                       | Nielegalne (Kara: od 1 miesiąca do 5 lat pozbawienia wolności) | No                               | No                             | No                                     | Brak danych              | No                                                             | Brak danych                      |
| Sierra Leone                  | Męskie nielegalne Żeńskie legalne | No                               | No                             | No                                     | Brak danych              | No                                                             | Brak danych                      |
| Togo                          | Nielegalne (Kara: od grzywny do 3 lat pozbawienia wolności) | No                               | No                             | No                                     | Brak danych              | No                                                             | Brak danych                      |
| Wybrzeże Kości Słoniowej      | Legalne | No                               | No                             | No                                     | Brak danych              | No                                                             | Brak danych                      |

### Afryka Środkowa
| Prawa osób LGBT w:                | Kontakty homoseksualne                                      | Rejestrowane związki partnerskie | Małżeństwa jednopłciowe        | Prawa adopcyjne dla par jednopłciowych | Geje mogą służyć w armii                                          | Prawo antydyskryminacyjne (ze względu na orientację seksualną) | Możliwość dokonania korekty płci |
| --------------------------------- | ----------------------------------------------------------- | -------------------------------- | ------------------------------ | -------------------------------------- | ----------------------------------------------------------------- | -------------------------------------------------------------- | -------------------------------- |
| Czad                              | Legalne od 1967 r.                                          | No                               | No                             | No                                     | Brak danych                                                       | No                                                             | Brak danych                      |
| Demokratyczna Republika Konga     | Legalne                                                     | No                               | Konstytucyjny zakaz od 2005 r. | No                                     | Brak danych                                                       | No                                                             | Brak danych                      |
| Gabon                             | Legalne                                                     | No                               | No                             | No                                     | Brak danych                                                       | No                                                             | Brak danych                      |
| Gwinea Równikowa                  | Legalne                                                     | No                               | No                             | No                                     | Brak danych                                                       | No                                                             | Brak danych                      |
| Kamerun                           | Nielegalne (Kara: od grzywny do 5 lat pozbawienia wolności) | No                               | No                             | No                                     | Brak danych                                                       | No                                                             | Brak danych                      |
| Kongo                             | Legalne                                                     | No                               | No                             | No                                     | Brak danych                                                       | No                                                             | Brak danych                      |
| Republika Środkowoafrykańska      | Legalne                                                     | No                               | No                             | No                                     | Brak danych                                                       | No                                                             | Brak danych                      |
| Wyspa Świętej Heleny              | Legalne                                                     | Brak danych                      | No                             | No                                     | Tak (armia Wyspy Św. Heleny jest częścią armii brytyjskiej)       | Tak (obowiązuje prawo Wielkiej Brytanii)                       | Brak danych                      |
| Wyspy Świętego Tomasza i Książęca | Legalne                                                     | No                               | No                             | No                                     | Brak danych                                                       | No                                                             | Brak danych                      |
| Wyspa Wniebowstąpienia            | Legalne                                                     | Brak danych                      | No                             | No                                     | Tak (armia Wyspy Wniebowstąpienia jest częścią armii brytyjskiej) | Tak (obowiązuje prawo Wielkiej Brytanii)                       | Brak danych                      |

### Afryka Wschodnia
| Prawa osób LGBT w: | Kontakty homoseksualne                                                                               | Rejestrowane związki partnerskie | Małżeństwa jednopłciowe        | Prawa adopcyjne dla par jednopłciowych | Geje mogą służyć w armii | Prawo antydyskryminacyjne (ze względu na orientację seksualną) | Możliwość zmiany płci |
| ------------------ | --- | -------------------------------- | ------------------------------ | -------------------------------------- | ------------------------ | -------------------------------------------------------------- | --------------------- |
| Burundi            | Nielegalne od 2009 (Kara: grzywna lub od 2 miesięcy do 3 lat pozbawienia wolności)                   | No                               | Konstytucyjny zakaz od 2005 r. | No                                     | Brak danych              | No                                                             | Brak danych           |
| Dżibuti            | Brak danych                                                                                          | No                               | No                             | No                                     | Brak danych              | No                                                             | Brak danych           |
| Erytrea            | Nielegalne                                                                                           | No                               | No                             | No                                     | Brak danych              | No                                                             | Brak danych           |
| Etiopia            | Nielegalne                                                                                           | No                               | No                             | No                                     | Brak danych              | No                                                             | Brak danych           |
| Kenia              | Męskie nielegalne (Kara: do 14 lat pozbawienia wolności) Żeńskie nie są wyróżniane w kodeksie karnym | No                               | Konstytucyjny zakaz od 2010 r. | [ 10 ]                                 | Brak danych              | No                                                             | Brak danych           |
| Rwanda             | Legalne                                                                                              | No                               | Konstytucyjny zakaz od 2003 r. | No                                     | Brak danych              | No                                                             | Brak danych           |
| Somalia            | Nielegalne                                                                                           | No                               | No                             | No                                     | No                       | Brak danych                                                    | Brak danych           |
| Tanzania           | Nielegalne (Kara: nawet dożywotnie pozbawienie wolności)                                             | No                               | No                             | [ 11 ]                                 | Brak danych              | No                                                             | Brak danych           |
| Uganda             | Nielegalne (Kara: nawet dożywotnie pozbawienie wolności)                                             | No                               | Konstytucyjny zakaz od 2005 r. | No                                     | No                       | No                                                             | No                    |

### Wyspy na Oceanie Indyjskim
| Prawa osób LGBT w:                   | Kontakty homoseksualne                                                  | Rejestrowane związki partnerskie      | Małżeństwa jednopłciowe | Prawa adopcyjne dla par jednopłciowych       | Geje mogą służyć w armii | Prawo antydyskryminacyjne (ze względu na orientację seksualną) | Możliwość zmiany płci |
| ------------------------------------ | ----------------------------------------------------------------------- | ------------------------------------- | ----------------------- | -------------------------------------------- | ------------------------ | -------------------------------------------------------------- | --------------------- |
| Komory                               | Nielegalne (Kara: od grzywny do 5 lat pozbawienia wolności)             | No                                    | No                      | No                                           | Brak danych              | No                                                             | Brak danych           |
| Madagaskar                           | Legalne                                                                 | No                                    | No                      | No                                           | Brak danych              | No                                                             | Brak danych           |
| Mauritius                            | Męskie nielegalne (Kara: do 5 lat pozbawienia wolności) Żeńskie legalne | No                                    | No                      | No                                           | Brak danych              | Zakaz dyskryminacji w niektórych sferach życia                 | Brak danych           |
| Reunion (terytorium zależne Francji) | Legalne od 1791 r.                                                      | Pacte civil de solidarité, od 1999 r. | No                      | Nie, ale osoby samotne mogą adoptować dzieci | Yes                      | Zakaz dyskryminacji w niektórych sferach życia                 | Brak danych           |
| Seszele                              | Legalne od 2016 r.                                                      | No                                    | No                      | No                                           | Brak danych              | No                                                             | Brak danych           |

### Południowa Afryka

| Prawa osób LGBT w: | Kontakty homoseksualne                                                                            | Rejestrowane związki partnerskie                 | Małżeństwa jednopłciowe | Prawa adopcyjne dla par jednopłciowych | Geje mogą służyć w armii | Prawo antydyskryminacyjne (ze względu na orientację seksualną)   | Możliwość zmiany płci                          |
| ------------------ | ------------------------------------------------------------------------------------------------- | ------------------------------------------------ | ----------------------- | -------------------------------------- | ------------------------ | ---------------------------------------------------------------- | ---------------------------------------------- |
| Angola             | Legalne (od stycznia 2019)                                                                        | No                                               | No                      | No                                     | Brak danych              | Całkowity zakaz dyskryminacji ze względu na orientację seksualną | Brak danych                                    |
| Botswana           | Legalne                                                                                           | No                                               | No                      | No                                     | Brak danych              | Brak dyskryminacji w niektórych sferach życia                    | Zmiana płci jako prawo konstytucyjne (od 2017) |
| Eswatini           | Męskie nielegalne Żeńskie legalne                                                                 | No                                               | No                      | No                                     | Brak danych              | No                                                               | Brak danych                                    |
| Lesotho            | Męskie legalne (od 2012) Żeńskie zawsze legalne                                                   | No                                               | No                      | No                                     | Brak danych              | No                                                               | Brak danych                                    |
| Malawi             | Male nielegalne (Kara: do 14 lat pozbawienia wolności, oprócz tego kary cielesne) Żeńskie legalne | No                                               | No                      | No                                     | Brak danych              | No                                                               | Brak danych                                    |
| Mozambik           | Legalne                                                                                           | No                                               | No                      | No                                     | Brak danych              | Zakaz dyskryminacji w niektórych sferach życia                   | Brak danych                                    |
| Namibia            | Nielegalne (prawo nie jest egzekwowane)                                                           | No                                               | No                      | No                                     | Brak danych              | No                                                               | Brak danych                                    |
| Południowa Afryka  | Męskie legalne od 1998, żeńskie zawsze były legalne                                               | Tak, rejestrowane związki partnerskie od 1998 r. | Tak, od 2006 r.         | Tak, od 2002 r.                        | Tak, od 1998 r.          | Całkowity zakaz dyskryminacji ze względu na orientację seksualną | Yes                                            |
| Zambia             | Męskie nielegalne (Kara: do 14 lat pozbawienia wolności) Żeńskie legalne                          | No                                               | No                      | No                                     | Brak danych              | No                                                               | Brak danych                                    |
| Zimbabwe           | Męskie nielegalne Żeńskie legalne                                                                 | No                                               | No                      | No                                     | Brak danych              | No                                                               | Brak danych                                    |

### Państwa nieuznawane
| Prawa osób LGBT w: | Kontakty homoseksualne                                                                                          | Rejestrowane związki partnerskie | Małżeństwa jednopłciowe | Prawa adopcyjne dla par jednopłciowych | Geje mogą służyć w armii | Prawo antydyskryminacyjne (ze względu na orientację seksualną) | Możliwość zmiany płci |
| ------------------ | --- | -------------------------------- | ----------------------- | -------------------------------------- | ------------------------ | -------------------------------------------------------------- | --------------------- |
| Sahara Zachodnia   | Nielegalne (Kara: do 3 lat pozbawienia wolności)                                                                | No                               | No                      | No                                     | No                       | No                                                             | No                    |
| Somaliland         | Nielegalne (Kara: wydalenie z kraju, dożywotnie pozbawienie wolności, w niektórych rejonach nawet kara śmierci) | No                               | No                      | No                                     | No                       | No                                                             | Brak danych           |